# Ingenua

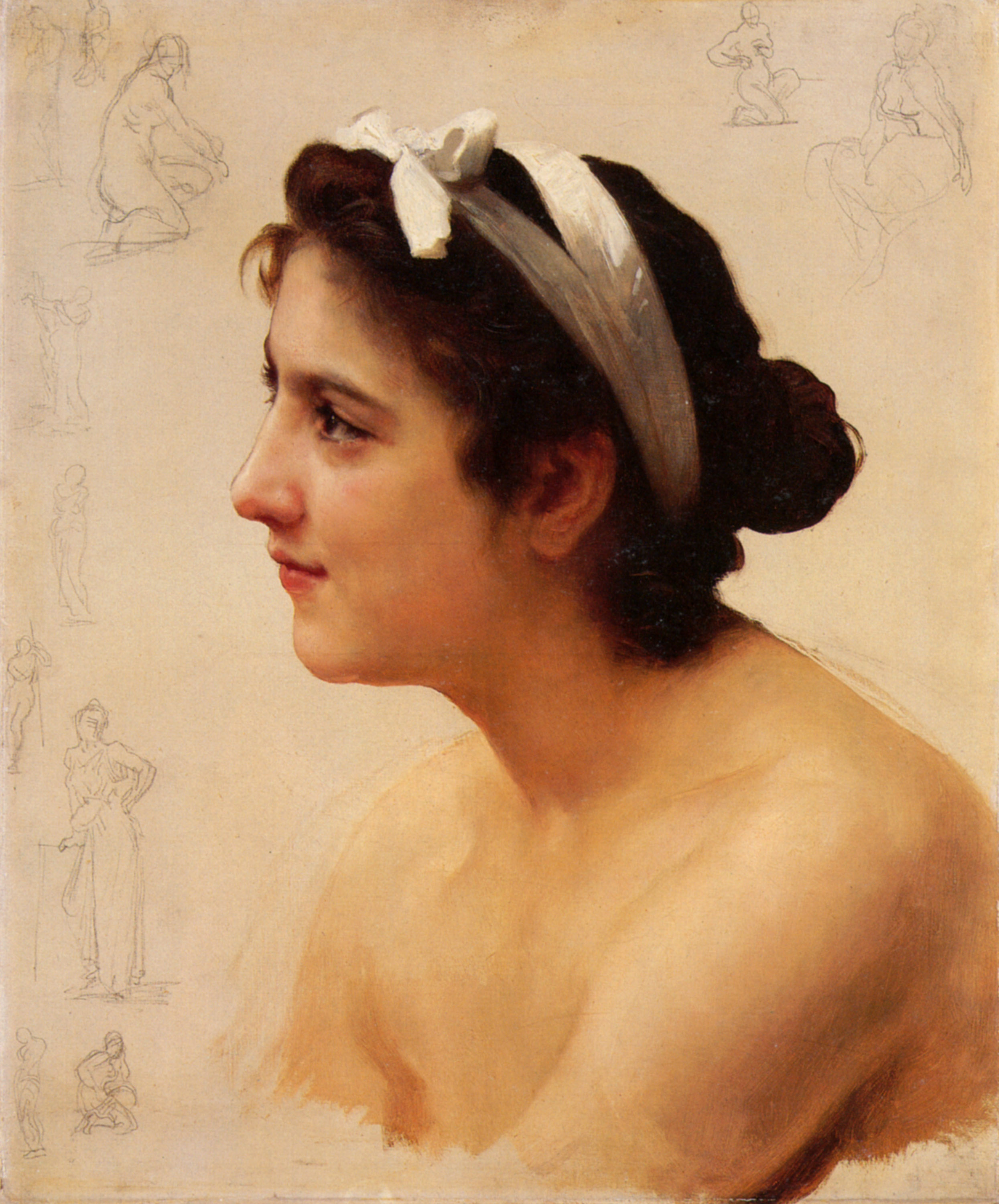
Estudio de Bouguereau: Ofrenda al amor.

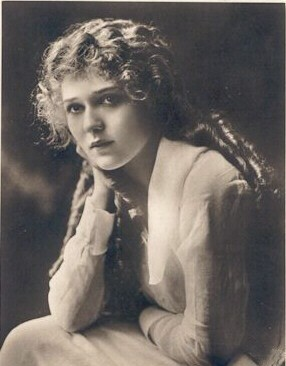
La actriz Mary Pickford interpretó varios papeles como ingenua.

La ingenua (en francés: ingénue) es un personaje tipo en la literatura, el cine y el teatro, generalmente siendo una niña o una mujer joven que es adorablemente inocente. El término también puede implicar una falta de sofisticación y astucia.
Por lo general, la ingenua es hermosa, amable, gentil, dulce, virginal y, a menudo, ingenua, en peligro mental, emocional o incluso físico, generalmente un objetivo del canalla, a quien puede haber confundido con el héroe. La ingenua suele vivir con su padre, su marido o una figura paterna. La vampiresa (mujer fatal) es a menudo un contraste para la ingenua (o la damisela en apuros). Este personaje pueril aborda la adolescencia con la frescura de las primeras sensaciones erotizantes, sin que las deterioren percepción personal alguna de transgresión moral. Así aparece en las obras, permitiendo que personajes más inhibidos resurjan más libremente.
La ingenua suele ir acompañada de una trama paralela romántica. Este romance generalmente se considera puro e inofensivo para ambos participantes. En muchos casos, el participante masculino es tan inocente como la ingenua. La ingenua también es similar al estereotipo de la chica de al lado.
En la ópera y el teatro musical, la ingenua suele ser cantada por una soprano lírica. La ingenua suele tener la inocencia de ojos leonados de un niño, pero también un sutil atractivo sexual.
También puede referirse a una nueva actriz joven o una encasillada en tales papeles.